# موسوعة الظلام
موسوعة الظلام هو كتاب من تأليف الكاتب الراحل أحمد خالد توفيق صدر لأوّل مرّة عن دار ليلى للنشر والتوزيع بالقاهرة في يناير عام 2006، ثُمّ أعادت دار كيان للنشر والتوزيع طباعته ونشره في عام 2017.

## عن الكتاب
يحمل كتاب موسوعة الظلام طابعًا موسوعيًا فهو يتضمّن مجموعة فصول يحمل كل فصل منها اسم حرف هجائيّ، ويُحدثنا عن عدد من الأساطير والظواهر والكيانات الغامضة والأمور المرتبطة بأدب الرعب التي تبدأ بذلك الحرف الهجائيّ. تتحدّث فصول الكتاب عن بعض كيانات الأساطير القديمة في الحضارات المُختلفة مثل أبراكساس، وأزيموديوس، وليليث، وأم شلاشل، وبازوزو، ومصاصي الدماء، كما تتحدث عن بعض الشخصيات التي ارتبطت بأدب الرعب ممن مارسوا السحر أو الطقوس الغريبة أو اتصلوا بعالم الروحانيات وما وراء الطبيعة مثل هوديني، وأليستر كراولي، وإدجار ألان بو، ولافكرافت، وتسرد فصول الكتاب أيضًا بعض المعلومات حول القدرات الفائقة للحس مثل التخاطر والتحريك عن بعد.

## روابط خارجية
- صفحة د.أحمد خالد توفيق على موقع دار ليلى للنشر.
- مقالات الكاتب بجريدة التحرير.
- مقالات الكاتب بمجلة إضاءات
- مقالات الكاتب بجريدة اليوم الجديد
- صفحة الكتاب على موقع جود ريدز
- صفحة الكتاب على موقع أبجد